# Kirche Bargischow

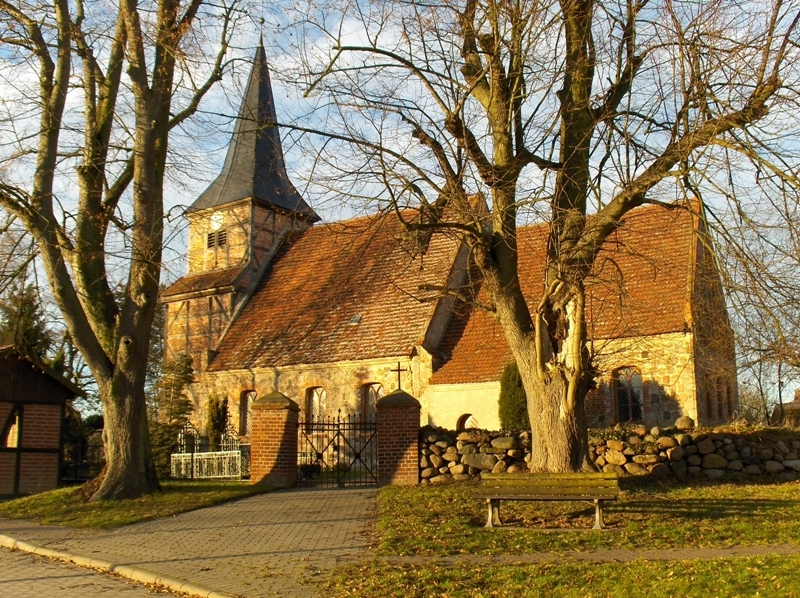
Die Kirche in Bargischow (2005)

Die Kirche Bargischow ist eine um 1300 errichtete Kirche in der Gemeinde Bargischow in Vorpommern.
Die ziegelgedeckte Saalkirche mit ihrem rechteckigen Chor wurde um 1300 aus geschichteten Feldsteinen errichtet. Der westliche Kirchturm ist jüngeren Datums. Am Chor wurde eine Südvorhalle angebaut, an der Chornordwand sind Sockelreste der abgebrochenen Sakristei zu sehen. Einzelne Architekturglieder sind in Backstein gehalten. Der Chorgiebel hat zweiteilige Blenden mit Spitzbögen und Winkelstürzen über einem Zahnfries. Die Fenster sind teils korb-, teils spitzbogig mit gefasten Gewänden.
Im Dreißigjährigen Krieg wurde die Kirche zerstört und etwa ab dem dritten Drittel des 17. Jahrhunderts wieder aufgebaut, wobei auch die Turmobergeschosse aus Fachwerk errichtet wurden; das obere Geschoss ist eingezogen und trägt einen achtseitigen Spitzhelm mit Schieferbedeckung. Die Bretterdecke mit gemalten Akanthusornamenten stammt ebenfalls aus dem 18. Jahrhundert. Im Jahr 1877 wurde die Kirche restauriert.
Der flachgedeckte Innenraum weist einen mittelalterlichen Altar aus Mischmauerwerk mit Spitz- und Kielbogennische auf; das Altargehege mit durchbrochener Brüstung und Maßwerkformen stammt aus dem Jahr 1877. Ebenfalls aus dem 19. Jahrhundert stammt die Kanzel mit Säulchen und geschnitzten Maskenköpfen. Der Kanzelkorb ist mit neugotischen Brüstungsfeldern mit Kleeblattbogenblenden verziert. Ein Gemälde in der Kirche zeigt die Kreuzigung Christi. Das Gestühl stammt aus dem Jahr 1877, der achteckige Taufstein aus dem Jahr 1932. Die Orgel mit dem dreiteiligen neugotischen Prospekt wurde 1877 von Barnim Grüneberg aus Stettin gefertigt; sie ist derzeit nicht spielbar.
Die einzige Glocke der Kirche wurde 1769 von Johann Heinrich Scheel aus Stettin gefertigt.
Der Kirchhof wird von einer Feldsteintrockenmauer begrenzt.
Die evangelische Kirchgemeinde Anklam gehört seit 2012 zur Propstei Pasewalk im Pommerschen Evangelischen Kirchenkreis der Evangelisch-Lutherischen Kirche in Norddeutschland. Vorher gehörte sie zum Kirchenkreis Greifswald der Pommerschen Evangelischen Kirche.